# Wilhelm de la Sauce
Wilhelm Karl August de la Sauce (* 1. April 1882 in Kedabek im heutigen Aserbaidschan; † 24. Juli 1955 in Essen) war ein deutscher Bergingenieur und Montan-Manager, der zuletzt als Mitglied im Direktorium der Deutschen Kohlenbergbau-Leitung in Essen wirkte.

## Leben
Wilhelm de la Sauce war ein Sohn des Maschinenbauingenieurs Martin de la Sauce, der bis 1885 für die „Siemens Brothers & Comp. Ltd.“ (London), eine Gründung von Carl und Werner von Siemens, das Kupfererz-Bergwerk Kedabek im russischen Transkaukasus (heute im Rajon Gədəbəy im Westen Aserbaidschans) leitete.
Nach der Rückkehr der Familie nach Berlin besuchte er zunächst das Friedrich-Wilhelm-Gymnasium und anschließend das Luisengymnasium, an dem er im Jahr 1900 das Abitur bestand. Nach einer praktischen Lehrzeit als Bergbaubeflissener beim Kupfererz-Bergwerk Kedabek und auf oberschlesischen Steinkohlen- und Bleizinkerz-Gruben begann er 1902 sein Studium an der Bergakademie Berlin, unterbrach es aber noch im selben Jahr zum Ableisten seiner Militärdienstpflicht als Einjährig-Freiwilliger beim 4. Garde-Regiment zu Fuß in Berlin-Moabit.
Wilhelm de la Sauce nahm nach seinem Militärdienst das Studium mit Schwerpunktsetzung Geologie und Mineralogie bei Franz Beyschlag, Paul Krusch, Hermann Rauff und Robert Scheibe wieder auf, bestand im Jahr 1906 das 1. Staatsexamen und schloss die praktische Ausbildung für den höheren Staatsdienst als Bergreferendar 1910 mit dem 2. Staatsexamen und der Ernennung zum Bergassessor ab.
Nach einer Zeit als Montangeologe und technischer Berater bei deutschen Unternehmen im Kaukasus, in der Türkei und auf der Krim übernahm er von 1912 bis 1918 im preußischen Staatsbergbau die Leitung der amtlichen Versuchsstrecke in Neunkirchen (Saar).
Am Ersten Weltkrieg nahm er als Leutnant und Oberleutnant in den ersten Jahren an der Front teil, wurde ab 1916 zunächst als Revierbeamter im damaligen Generalgouvernement Warschau eingesetzt und war dann bis zum Kriegsende als Hauptmann d. R. im Kriegsministerium tätig.
Wilhelm de la Sauce wirkte nach Ende des Ersten Weltkriegs von 1919 bis 1939 zunächst als Geschäftsführer und dann als geschäftsführendes Vorstandsmitglied des Deutschen Braunkohlenindustrie-Vereins in Halle/Saale, wobei er zwischenzeitlich im Jahr 1926 an der Technischen Hochschule Berlin mit seiner Dissertation Beiträge zur Kenntnis der Manganerzlagerstätte von Tschiaturi im Kaukasus zum Doktor-Ingenieur (Dr.-Ing.) promoviert wurde.
Während des Zweiten Weltkriegs war er geologisch-bergbaulicher Berater in Berlin. Nach Kriegsende war er 1945/1946 Berghauptmann und Leiter der Abteilung Kohlenbergbau der ostzonalen Zentralverwaltung in Berlin und übernahm 1948 dann die Leitung der Bergbauabteilung der Verwaltung für Wirtschaft in Frankfurt am Main.
Wilhelm de la Sauce war von 1950 bis 1953 Mitglied im Direktorium der Deutschen Kohlenbergbau-Leitung in Essen.
Er war Rotarier, 1930 Gründungsmitglied und als Nachfolger von Emil Abderhalden von 1936 bis zum Verbot 1937 durch die nationalsozialistische Gesetzgebung der vierte Präsident des Rotary-Clubs Halle (Saale). Nach dem Krieg wurde er zum Governor des Distrikts 97 gewählt und nahm im Mai 1955 noch an der Convention von Rotary International in Chicago teil.
Von seiner Korrespondenz sind ein Brief von ihm aus dem Jahr 1928 an den Paläontologen Wolfgang Soergel und vier Briefe aus dem Zeitraum von 1928 bis 1931 an den Mineralogen Hans Schneiderhöhn überliefert.

## Ehrungen
Wilhelm de la Sauce wurde 1926 zum Ehrensenator der Bergakademie Freiberg ernannt und 1932 als Mitglied in die Deutsche Akademie der Naturforscher Leopoldina aufgenommen. 1950 wurde er Ehrenmitglied der Deutschen Geologischen Gesellschaft. Im Jahr 1951 wurde ihm die Abraham-Gottlob-Werner-Medaille der Deutschen Mineralogischen Gesellschaft verliehen.

## Schriften
- Beiträge zur Kenntnis der Manganerzlagerstätte von Tschiaturi im Kaukasus (= Abhandlungen zur praktischen Geologie und Bergwirtschaftslehre. Band 8.) Verlag Wilhelm Knapp, Halle (Saale) 1926.